# Magyarországon honos békafajok listája
A békák a farkatlan kétéltűek rendjébe tartozó kétéltűek. Magyarországon 12 békafaj honos.
| A faj magyar és a latin neve          | A faj családja   | 1. kép | 2. kép | Kép az ebihalról |
| ------------------------------------- | ---------------- | ------ | ------ | ---------------- |
| 1. Vöröshasú unka (Bombina bombina)   | Unkafélék        |        |        |                  |
| 2. Sárgahasú unka (Bombina variegata) | Unkafélék        |        |        |                  |
| 3. Barna ásóbéka (Pelobates fuscus)   | Ásóbékafélék     |        |        |                  |
| 4. Barna varangy (Bufo bufo)          | Varangyfélék     |        |        |                  |
| 5. Zöld varangy (Bufo viridis)        | Varangyfélék     |        |        |                  |
| 6. Zöld levelibéka (Hyla arborea)     | Levelibéka-félék |        |        |                  |
| 7. Gyepi béka (Rana temporaria)       | Valódi békafélék |        |        |                  |
| 8. Mocsári béka (Rana arvalis)        | Valódi békafélék |        |        |                  |
| 9. Erdei béka (Rana dalmatina)        | Valódi békafélék |        |        |                  |
| 10. Tavi béka (Rana ridibunda)        | Valódi békafélék |        |        |                  |
| 11. Kis tavibéka (Rana lessonae)      | Valódi békafélék |        |        |                  |
| 12. Kecskebéka (Rana esculenta)       | Valódi békafélék |        |        |                  |